# Ruttensjön
Ruttensjön är en sjö i Vilhelmina kommun i Lappland och ingår i Ångermanälvens huvudavrinningsområde. Sjön har en area på 0,727 kvadratkilometer och ligger 363,1 meter över havet.
Sjön är dyig och gyttjig och grund. Där finns en badplats, och nordöst om sjön finns en liten by som heter Rembacka. Där bor det ca 25-30 personer i dagsläget.

## Delavrinningsområde
Ruttensjön ingår i det delavrinningsområde (716601-152922) som SMHI kallar för Ovan Krokbäcken. Medelhöjden är 443 meter över havet och ytan är 50,46 kvadratkilometer. Räknas de 8 avrinningsområdena uppströms in blir den ackumulerade arean 187,39 kvadratkilometer. Laxbäcken som avvattnar avrinningsområdet har biflödesordning 2, vilket innebär att vattnet flödar genom totalt 2 vattendrag innan det når havet efter 299 kilometer. Avrinningsområdet består mestadels av skog (76 procent) och sankmarker (13 procent). Avrinningsområdet har 0,86 kvadratkilometer vattenytor vilket ger det en sjöprocent på 1,7 procent.